# A végső probléma
A végső probléma (eredeti címén The Final Problem) a Sherlock című televíziós sorozat tizenharmadik epizódja, melyet 2017. január 15-én mutattak be a BBC-n. 
Ez a történet több Sherlock Holmes-novellából is merít, és számos visszautalást is láthatunk a korábbi epizódokra. A cselekmény középpontjában a három Holmes-testvér és John Watson állnak: a férfiaknak morális és erkölcsi dilemmák kegyetlen sorát kell kiállniuk, miközben fény derül Sherlock múltjára és személyiségének kialakulására.

## Cselekmény
|  | Alább a cselekmény részletei következnek! |

Egy kislány felébred egy repülőgépen, ahol rajta kívül mindenki, még a pilóták is mélyen alszanak. Kétségbeesetten próbálja ébresztgetni őket, mindhiába. Az egyik ember zsebében megszólal a telefon, és amikor a lány felveszi, Jim Moriarty üdvözli őt a "végső problémában".
Eközben Mycroft az éjszaka közepén ara eszmél, hogy valaki járkál a házában. Hamar kiderül, hogy csak Sherlock és John ijesztettek rá, éppen azért, mert tudják, hogy csak így tudják belőle kiszedni a teljes igazságot a rejtélyes Eurusról. Mycroft elmondja, hogy Eurus valóságos zseni volt, de különféle mentális problémák miatt teljesen híján volt az emberi érzelmeknek. Miután, mint Mycroft mondta, megölte a család kutyáját, Rőtszakállt, és felgyújtotta a család ősi kastélyát, Musgrave-et, elmegyógyintézetbe zárták, ahol aztán hivatalosan meghalt. Igazából azonban Mycroft rendezte így, és a maximális biztonságú Sherrinford-szigetre vitette, ahol teljes elzártságban él. Míg róla beszélgetnek, egy drón repül be a Baker Street 221B alá, rajta egy detonátorral, amely mozgás hatására aktiválódik. A három férfi éppen idejében tud kiugrani az ablakon, mielőtt az emelet felrobbanna.
Ezután elindulnak Sherinfordra. Egy félrevezető taktikával előbb elrabolnak egy hajót, majd azzal behajózva a szigetre álruhában jutnak el a börtön parancsnokáig – miközben Sherlock Eurushoz indul odabent. Mycroft és John számára hamar nyilvánvalóvá válik Eurus különleges képessége: lenyűgöző, hipnotikus személyiséggel bír, és képes rövid idő alatt bárkit átállítani a saját oldalára. Egy botor pszichológiai vizsgálat következményeként pedig szépen lassan az egész intézményt a saját oldalára állította, így volt képes azt elhagyni, a bolondját járatni Johnnal és Sherlockkal, majd visszatérni. Leüti Sherlockot, Mycroft és John pedig az intézetigazgató parancsára lefegyverzésre kerülnek.
Mint kiderül, öt évvel korábban történt egy kis affér. Mycroft ugyanis rendszeresen látogatta Eurust, rá nem hatott a különleges hipnotikus képessége, viszont örömmel vette a zsenijét kölcsönbe, ha terrortámadások megelőzéséről volt szó. Ezért viszont jutalmat várt cserébe, és meg is kapta: öt évvel korábban azt kérte karácsonyra, hogy felügyelet nélkül beszélgethessen öt percet Jim Moriartyval. Ez az öt perc pedig elég volt arra, hogy kidolgozzák az elmúlt hónapokban történt eseményeket, és hogy Moriarty temérdek videó- és hangfelvételt készítsen a jövőre nézve, Sherlock bosszantására.
Eurus egy cellába zárja Sherlockot, Johnt, Mycroftot, és az intézetigazgatót, és kegyetlen játékokra kényszeríti őket. Az első próbatétel során az intézetigazgatónak kell meghalnia, különben a felesége hal meg. Miután sem John, sem Mycroft nem vállalja, az igazgató öngyilkos lesz, de Eurus ennek ellenére megöli a feleségét. A második próba során három testvér közül kell kiválasztania Sherlocknak a gyilkost, akinek bűnhődnie kell. Meg is találja, csakhogy Eurus mindhármójukkal végez. A harmadik próbatétel során azzal kínozza Sherlockot, hogy fel kell hívnia Molly Hoopert, és el kell érnie három perc alatt, hogy a nő mondja ki, szereti őt, különben felrobbantja a lakását. Sherlock ezt nagyon nehezen el is éri, ám Eurus felfedi, hogy nem is volt semmiféle detonátor, csak kínozta az öccsét. Sherlock csakis azért hajlandó belemenni a játékba, mert közben mindig beszélhet néhány másodpercet a repülőgépen utazó rejtélyes kislánnyal, akit megpróbál megmenteni. A végső próba során aztán le kell lőnie vagy Mycroftot, vagy Johnt, de ő nem hajlandó választani, hanem inkább öngyilkos lenne. A dühös Eurus erre mindhármójukat elkábítja.
Sherlock a család régi fészke, Musgrave mellett tér magához, és a telefonon utolért kislányt próbálja megmenteni, miközben John is magához tér, egy kút mélyén, leláncolva. John gyerekcsontokat talál a kútban, aminek hatására nyilvánvalóvá válik a tény, hogy Rőtszakáll nem kutya volt (nem is lehetett kutyájuk, hiszen az apjuk allergiás volt a kutyaszőrre), hanem Sherlock legjobb gyerekkori barátja, Victor Trevor, akivel rengeteget játszottak kalózosat. Eurus azért ölte meg a fiút, mert gyerekként ő is figyelmet szeretett volna, amit soha nem kapott meg. Ennek hatására Sherlock végre rájön, hogy tudja dekódolni azt a dalocskát, amit Eurus énekelt gyerekként, és amelyben el volt rejtve, hol tudja megmenteni a barátját. Megfejtvén rájön, hogy a dal igazából Eurus belső segélykiáltása, és a kislány a repülőn nem létezik, azt csak Eurus találta ki és személyesítette meg. Megmenti Johnt és a nővérét is, majd visszaszállíttatja Sherrinfordba.
Később Mycroft magyarázkodni kényszerül a szülei előtt Eurusszal kapcsolatban, de határozottan közli, hogy nem szabad meglátogatniuk őt. Egyébként sem érne sokat, mert az események hatására teljesen katatón állapotba került, és nem kommunikál senkivel. Sherlock mindazonáltal rendszeresen meglátogatja, és játszik neki a hegedűjén. Ezt követően közös munkával újjáépítik a Baker Street 221B-t, és Mary egy utolsó videoüzenetét visszanézve újult erővel vágnak bele a "Baker Street-i srácok" az esetek megoldásába.
|  | Itt a vége a cselekmény részletezésének! |

## Érdekességek
- Az epizód angol címét az azonos című novella ("The Final Problem") után kapta, mely magyarul "Az utolsó eset" címen jelent meg. A cselekmény nagyban épít "A Musgrave-szertartás" cím novellára, több közvetlen utalással. A keleti szél és Eurus Holmes "Az utolsó meghajlás" című novellában lettek megemlítve. A három Garrideb-testvér az egyik rejtély megoldásakor "A három Garrideb története" című sztoriból jön, Victor Trevor pedig "A Gloria Scott"-ból (ahol Sherlock egyetemi barátja volt).[1]
- Az, hogy Jim Moriarty testvére a vasútnál dolgozott, "A félelem völgye" című regényben bukkant fel először.A táncoló figurák

A táncoló figurák

- A koporsóra írt felirat a "Lady Frances Carfax eltűnése" című novellában is megjelent.
- Az epizód végén egy táblára felrajzolt emberkék utalások "A táncoló figurák" című novellára. A felrajzolt alakzat lefordítva az "AM HERE ABE SLANEY" feliratot adja ki.
- Az epizódból kiderül, hogy Mycroft okosabb, mint Sherlock, viszont ha komoly döntésekre kerül sor, érzelmileg Sherlock az érettebb. Mindkettejüknél okosabb Eurus.
- Ennek az évadbefejező epizódnak a végén nincs lezáratlan kérdés, ellentétben az előző hárommal. Ez feltehetőleg azért készült el így, hogy egy esetleges sorozatbefejezés esetére ez is befejező epizódként funkcionálhasson.
- Eurus megjegyzi Sherlocknak, hogy amikor hegedűn Bachot játszik, nem érti Bachot. Korábban Moriarty is megjegyezte, hogy ha Bach hallaná, ahogy játssza őt, biztos tiltakozna ellene.
- Az Eurus által énekelt dal dallama a "Rousseau álma" című dalé, melyet a "Go Tell Aunt Rhody" című, Japánban és Amerikában népszerű gyerekdalnak a dallama is.
- Sherrinford volt eredetileg Sir Arthur Conan Doyle névötlete a történetei főhősének.
- Mrs. Hudson porszívózás közben az Iron Maiden "The Number of the Beast" című számát hallgatja. Jim Moriarty belépője alatt pedig a Queen "I Want To Break Free" című száma szól.
- Az epizódban harmadik alkalommal hangzik el a "vatikáni ékszerlopás", mint kódszó, és ezúttal is egy titkos jelként használják (ezúttal John), hogy figyelmeztessék egymást a veszélyre.
- Lestrade beteljesíti a legelső epizódban tett kijelentését, miszerint egy nap Sherlock jó ember lesz, miután annak nevezi a rész végén.
- A legutolsó jelenetben Sherlock SMS-t ír valakinek, "Tudja, hol talál meg. SH." tartalommal. Feltehetőleg Irene Adlernek írta ezt, megfogadván John előző részben adott tanácsát.
- A rész végén Sherlock és John mint Batman és Robin jönnek ki egy Rathbone Place nevű helyről. Basil Rathbone az egyik legismertebb színész, aki eljátszotta Sherlock Holmes-t a vásznon.

## Fogadtatás
Egy nappal a vetítés előtt, 2017. január 14-én a Channel One orosz terjesztője véletlenül közzétette az interneten a befejező epizódot, ami utána önálló életre kelt a torrent-oldalakon. A Sherlock Twitter-közösség szerkesztői és a sorozat készítői, miután megtudták ezt, arra kérték a rajongókat, hogy ne osszák azt meg, és ne posztoljanak semmit a cselekménnyel kapcsolatban.
Az epizód, akárcsak az évad, vegyes fogadtatásra lelt. A legtöbb dicséretet a fordulatos cselekmény és az izgalmak kapták, illetve a rajongók esetében a fanservice. A negatívumok terén ugyanezt említették meg első körben: a rajongók túlzott mértékű kiszolgálását, illetve hogy a klasszikus nyomozós epizódok teljesen a háttérbe szorultak, és igazából ebben a részben is minden a véletlennek köszönhető.